# Гірнича промисловість Казахстану
Гірнича промисловість Казахстану
Гірнича промисловість — одна з провідних і високорозвинених галузей економіки Казахстану.

## Кінець XX ст

### Загальна характеристика
Розробка значних запасів хрому, свинцю, цинку, урану, молібдену, бокситів, фосфатів і міді, які є в країні, вимагає значних капіталовкладень. Найбільші іноземні інвестори Казахстану в 1990-і роки — «Шеврон», «Акітен», «Аджіп» та інші. На середину 1998 в Казахстані зареєстроване 1388 діюче підприємство з іноземними інвестиціями з 81 країни.
Частка мінерально-сировинного сектора економіки країни в промисловому виробництві на 1998 р. становила 50 %, з них за рахунок вуглеводнів 24 %, чорної металургії 14 і кольорової 12 %. Видобуток мінеральної сировини і виробництво продукції гірничометалургійної промисловості в 1998 р. (в дужках за 1997 р.) склали (в тис. т): глинозему 1085 (1095); бокситу 3400 (3380); Ве 0,1 (0,1); Bi 0,05 (0,05); Cd 0,9 (0,8); хроміту 1600 (1800); Co 0,3 (0,3); Cu в рудах і концентратах 337 (316); Fe-руд 8693 (12627); чавуну 2594 (3100); ферохрому 535 (600); сталі сирої 3120 (3900); Pb в рудах і концентратах 0,03 (0,03); Mg 9,0 (9,0); Mn-руд 399 (230); Мо 0,1 (0,1); Ni в рудах і концентратах 6 (7); Ti 12 (13); Va 1,0 (0,9); Zn в рудах і концентратах 225 (225); азбесту 125 (125); вугілля 72000 (77000); нафти 25900 (23800); U 1,25 (1,00); Ag 725 (690) т; Au 18000 (18700) кг. [Mining J. — 1999 та 2000].
Нафта. У 1990-х роках ВО «Ембанєфть», «Мангишлакнєфть» та «Актюбінскнєфть» розробляли близько 30 нафтових родовищ. Видобуток нафти у 1950—1990-х роках весь час зростав. У 1982 р. він становив 19,2 млн т. У 1997 було видобуто 25,8 млн т нафти і газового конденсату.

### Окремі галузі
Нафтовидобування. Наприкінці XX ст. великі родовища нафти відкриті в Прикаспійській низовині (Тенгіз), на півострові Мангишлак, на каспійському шельфі і в південному Казахстані. Для розробки і експорту цих нафтових ресурсів утворені міжнародні консорціуми. Найбільш відомий Каспійський трубопровідний консорціум (КТК). У грудні 1996 він мав у своєму складі казахстанський, російські, американські, італійські і британські компанії. Китайська національна нафтова компанія уклала угоду з урядом Казахстану про будівництво нафтопроводу з Казахстану в Китай. Канадська компанія «Харрікейн» планує вкласти понад 400 млн дол. в розробку родовищ нафти і газу. Ці проєкти можуть у майбутньому створити основу для розвитку в Казахстані великого експортного ринку.
Видобуток газу в Казахстані невеликий. У 1992—1996 рр. він скоротився на 40 %, а до 1999 р. перевищив рівень 1991 р. (близько 10 млрд куб.м.).
Вугільна промисловість зосереджена в Центральному Казахстані, де розташовані Карагандинський, Екібастузький, Майкюбенський та Тургайський басейни. Промислове освоєння Карагандинського басейну розпочато в 30-х роках XX ст., Екібастузького — в 50-х, Майкюбенського — у 80-х. У 1990-х роках видобуток весь час зменшувався, що пов'язано з кризою в економіці країни і зміною системи господарювання.
Видобуток Fe-руд в кінці XX ст. скорочувався: 1989 — 23,8 млн т залізняку, 1997 — 12,6 млн т, 1998 — 8,7 млн т, в тому числі на Соколово-Сарбайському ГЗК на 40 %. У 1997 р. залізорудні ГЗК працювали на 50 % проєктної продуктивності. У перспективі планується збільшення і стабілізація видобутку руди на рівні 15—16 млн т/рік. У 1999 р. в Казахстані з'явився новий продуцент залізорудної сировини — компанія Yerlovo. До цього, починаючи з 1996 р. компанія вела геологорозвідувальні роботи на залізорудному родовищі Атансор. У результаті були підраховані запаси руд: 45,4 млн т, з яких 10,3 млн т з середнім вмістом заліза 51,7 % — багаті мартитові руди, а з 35,1 % — первинні магнетитові.
Видобуток Mn-руд у 1989 становив 151,9 тис. т, в 1997—230 тис. т, 1998—399 тис. т. Проєктна продуктивність трьох діючих марганцевих ГЗК становить 2,55 млн т/рік. На початку XXI ст. планується збільшення видобутку руд до 1 млн т/рік з виробництвом 550—600 тис. т концентратів. На всіх казахстанських родовищах, крім Західного Каражалу, видобуток марганцю ведеться відкритим способом. Збагачуються руди простими гравітаційними методами.
Видобуток хромітів за 1998 р. становив 1,6 млн т. Розробляли руди з середнім вмістом Cr2О3 50,3 %. Здійснюється перехід на підземну розробку родовищ із збільшенням видобутку до 4,0 млн т/рік та із залученням до експлуатації бідних руд.
Золото. Максимум виробництва золота в Казахстані припадає на 1990—1991 рр., коли було видобуто 29 т металу. Близько 1/3 золота добували попутно з поліметалічних руд родовищ Рудного Алтаю. Основна частина золота добувалася з корінних родовищ державними підприємствами, старательський видобуток з розсипів становив лише перші проценти. Після розпаду СРСР в Казахстані почався різкий спад виробництва золота. У 1993 р. було видобуто 17.7 т, в 1994 р. — 14,5 т, до кінця 90-х років видобуток знизився до 9—10 т на рік.
Обсяг видобутку рудного золота у 1997 р. в Казахстані знизився в порівнянні з 1989 р. в ~2 рази, а ступінь освоєння запасів становить всього 0,6 %. При цьому спад стався за рахунок зниження видобутку з власне золоторудних родовищ, в яких укладено 66 % всіх розвіданих запасів золота країни. Активне освоєння саме цієї частини золотосировинної бази, і насамперед найбільших родовищ Васильківського і Бакирчикського, може забезпечити істотне зростання виробництва золота в Казахстані. Основною проблемою масштабного промислового освоєння цих об'єктів є важка збагачуваність відносно небагатих за вмістом золота руд (4—9 г/т).
У 1998—2000 рр. стався різкий стрибок рівня видобутку — за рік на 20 %. Видобуток Au у Казахстані в 1998 р. становив 18 т, у 2000 — 22 т. Близько 50 % забезпечується за рахунок попутного вилучення Au при переробці руд кольорових металів. Запрацювала державна програма «Золото Казахстану», спрямована на збільшення видобутку до 50 т/рік. Капіталовкладення в реалізацію цієї програми оцінюються в 1 млрд дол. У загальному обсязі 59 % запасів руд важко збагачуються.
У 1993 р. на базі об'єднання «Каззолото» була створена державна акціонерна компанія «Алтиналмас», якій було передано найбільші родовища. Ідея полягала в формуванні єдиної системи управління золотодобувною галуззю. У 1994—1996 рр. «Алтиналмас» забезпечив постачання 37,7 т золота в Національний банк. У 1994—1995 рр. в умовах чергового підйому світових цін на золото в Казахстані з'явилося декілька десятків західних гірничих компаній — Placer Dome (Канада), Dominion Mining (Австралія) та інш. які утворили СП.
Боксити. До 1991 р. Казахстан забезпечував близько 60 % видобутку бокситів в Радянському Союзі, велика частина яких перероблялася в глинозем на найбільшому в СРСР Павлодарському алюмінієвому заводі потужністю 1,34 млн т глинозему на рік, який став до ладу в 1964 р. У 1996 р. за рішенням уряду країни створене АТ «Алюміній Казахстану» (акціонери: Kazakhstan Mineral Resources Corp., Велика Британія — 28,2 %; уряд Казахстану — 31,7 %, приватні акціонери — 40,1 %), яке включає АТ «Павлодарський алюмінієвий завод», АТ «Тургайське бокситове рудоуправління», АТ «Краснооктябрське бокситове рудоуправління» і ряд інших підприємств. У 1999 р. АТ «Алюміній Казахстану» перетворено у відкрите акціонерне товариство. ВАТ «Алюміній Казахстану» входить до групи компаній, що контролюються Євразійським банком.
Перспективи підвищення ступеня освоєння пріоритетних видів мінеральної сировини в республіці сприятливі. У останні роки XX ст. спостерігається позитивна динаміка залучення до освоєння нових родовищ нафти, чорних і кольорових металів, розсипного золота. Кількість запасів, що знаходяться в промисловій розробці і прийнятих надрокористувачами до освоєння, станом на 2000 р. збільшилася по нафті, хрому і марганцю до 90 %, золоту — до 80, цинку — до 70, міді — до 60, по свинцю і бокситах — до 50, заліза і урану — до 40 %. Інвестиції в добувну галузь в 1999 р. склали 2,9 млрд дол. США. Найпривабливішою для інвестицій галуззю як і раніше залишається нафта — 68 % від загальних інвестицій. Потім слідують вугілля і мідь — по 7 %, свинець і цинк — 6, залізо і марганець — 4 %. Частка інвестицій у видобуток золота за останні три роки знизилася з 4 до 1 %. При цьому частка інвестування в основний капітал збільшилася, що свідчить про довготривалий інтерес інвесторів.

## Початок XXI ст

### Загальна характеристика
На початку XXI ст. (2001) спостерігається зростання в гірничій промисловості на 17 %, переважно в результаті зростання у видобутку попутного газу (13,9 %), вугілля і лігніту (5,4 %), кольорово-металічних руд (5,3 %), і природного газу (3 %). З 40 основних видів паливно-енергетичних і металічних корисних копалин станом на 2001 р. у Казахстані добувається і переробляється з отриманням продукції високого ступеня готовності близько 20 видів (вуглеводнева сировина, вугілля, уран, залізо, марганець, хром, мідь, свинець, цинк, золото, срібло, бісмут, кадмій, ґалій і інші), добувається і проходить первинну переробку понад 10 видів (алюміній, нікель, молібден, реній, осмій і інші). По ряду корисних копалин (тантал, ніобій, вольфрам, олово) видобуток припинено через високу собівартість продукції і низьку якість сировини. У 2001 р. частка паливно-енергетичної галузі становить 11 %, а гірничо-металургійної 24 % від загального промислового виробництва країни. Розвинені нафтова, газова і вугільна промисловість, видобуток і переробка металургійної і гірничохімічної сировини, буд. матеріалів та інш. Кольорова металургія країни у 2001 р. виробляла кольорові, благородні і рідкісні метали 32 найменувань, до 70 видів їх прокату. На 1 січня 2002 в гірничій галузі країни діяло 1 203 компаній. Казахстан планує приватизувати стратегічно важливі гірничі підприємства. В табл. показані найбільші надрокористувачі Казахстану.
Таблиця. Найбільші надрокористувачі Казахстану (на 2001 р.).
| Підгалузь                                         | Надрокористувач |
| Видобуток залізних руд                            | ВАТ «ССГВО», ТОВ «Оркен», ВАТ “Атасуруда”                                                                          |
| Видобуток марганцевих руд                         | ТНК «Казхром» (рудник «Тур»), ВАТ «Жайремський ГЗК»                                                                |
| Видобуток хромових руд                            | ВАТ «Донський ГЗК» (ТНК «Казхром»)                                                                                 |
| Видобуток нікелевих руд                           | ТОВ «Кизил Каін Мамит»                                                                                             |
| Видобуток мідних руд                              | Корпорація «Казахмис»                                                                                              |
| Видобуток свинцево-цинкових руд                   | ВАТ «Казцинк», ЗАТ «Південполіметал», Ачисайський поліметалічний комбінат                                          |
| Видобуток алюмінієвої сировини                    | ВАТ «Алюміній Казахстану»                                                                                          |
| Видобуток титаномагнієвих руд                     | ВАТ «Обухівський ГЗК-2», АТ «Мінерал», АТ «Бектемир»                                                               |
| Виробництво губчатого титану та магнієвих сплавів | ВАТ «Усть-Каменогірський титано-магнієвий комбінат»                                                                |
| Видобуток рідкісноземельних руд                   | ТОВ «Східно-Казахстанська рідкісноземельна компанія»                                                               |
| Виробництво рідкісних металів                     | ВАТ «Ульбінський металургійний завод», РГП «Жезказганредмет»                                                       |
| Видобуток золота                                  | АТ «Алтиналмаз», ВАТ «Васильківський ГЗК», ВАТ "ДРК «АБС-Балхаш», ТОВ «Казахалтин» та інш.                         |
| Видобуток фосфоритів                              | АТ «ДХК Каратау»                                                                                                   |
| Видобуток вугілля                                 | ВАТ «Іспат-Кармет», ТОВ «Богатир Аксес Комир», ВАТ «Євроазійська енергетична корпорація», ВАТ «Семейкомир» та інш. |
| Видобуток урану                                   | НАК «Казатомпром», АТ «КазСабтон», СП «Інкай», СП «Катко»                                                          |

Інвестиції в розвиток видобування мінеральних ресурсів у Казахстані у 2001 р. становили $4,75 млрд. Іноземні інвестиції — $3,78 млрд (79.7 %). Основні інвестиції, спрямовані на розвиток підгалузей, розподілилися так: вуглеводні (74 %), поліметали (6 %), мідь (4 %), вугілля (5 %), залізо і марганець (4 %), золото, хроміт, уран і боксит (1 % кожний). Інвестиції в геологічні дослідження: $738,2 млн, з них $697,5 млн — іноземні [Mining Annual Review 2002].
Темпи росту виробництва в гірничодобувній галузі Казахстану в 2001 р. склали близько 120 % — одні з найбільших у світі в цій галузі. Співвідношення обсягів кінцевої продукції в грошовому виразі по основних надрокористувачах Казахстану становила (2000 р): ВАТ «Іспат-Кармет» — 57 %; Аксуський завод феросплавів — 17 %; ССГВО — 11 %; Ферохром — 6 %; Донський ГЗК — 5 %; ВАТ «Жайремський ГЗК» — 3 %.
Видобуток і переробка у 2000 р. становила: залізної руди 16100 тис. т. (планується збільшення видобутку до 2005 р. до 18320 тис. т.); ферохромової руди — 2606,6 тис. т. (планується у 2005 р. 3400 тис. т.). Виробництво марганцевого концентрату у 2000 р. — 618,7 тис. т. (планується до 2005 р. збільшити його випуск на 27 %). Виробництво рафінованої міді: 2000 р. — 394,9 тис. т. (план на 2005 р — 415 тис. т.); металічного цинку: 2000 р. — 262,6 тис. т. (план на 2005 р. 345 тис. т.); рафінованого свинцю: 2000 р. — 207,7 тис. т. (план на 2005 р. — 213 тис. т.). У 2000 р. всіма підприємствами золотодобувної галузі видобуто 14,5 т золота афінованого і 897,5 т срібла афінованого. До 2005 р. планується збільшити їх видобуток відповідно до 20 т і 950 т. За 2000 р. виготовлено глинозему 1216,6 тис. т. (план на 2005 р. — 1440 тис. т.). Також планується створити власне електролізне виробництво алюмінію продуктивністю 215 тис. т. первинного алюмінію на рік. У 2000 р. випущено фосфорної сировини всього майже 500 тис. т. У 1999 р. виробництво природного урану склало 2000 т (8-е місце у світі).
Незважаючи на багатство і різноманітність мінерально-сировинних ресурсів, ступінь їх освоєння надто низький і в середньому не перевищує 1 %. Це в декілька разів нижче за середньосвітовий рівень і майже на порядок менше, ніж у високорозвинених країнах. До числа проблемних мінерально-сировинних галузей республіки належить нафтогазова, золоторудна, мідна, свинцево-цинкова, фосфоритова і баритова, частково — уранова, марганцева, титанова і олов'яна. Сировинні бази цих галузей достатні для нарощування обсягів виробництва, а їх продукція може знайти попит на внутрішньому і зовнішньому ринках. Однак існують причини, що стримують освоєння мінеральних ресурсів. Загальною проблемою в освоєнні запасів є низький рівень внутрішнього споживання мінерально-сировинної продукції. Питоме споживання (на душу населення) мінерально-сировинної продукції в Казахстані на 2000 р. в порівнянні з економічно розвиненими країнами нижче: по цинку в 3,5 рази, по нафті в 5 раз, по свинцю в 12 раз, по міді і алюмінію в десятки разів.
Нафта і конденсат. Володіючи значними розвіданими запасами нафти (12-те місце у світі), Казахстан за темпами їх освоєння в 3 рази поступається середньосвітовим показникам, в 7 раз — Росії і в 15 раз — високорозвиненим країнам. Головною причиною низького рівня видобутку є мала потужність або відсутність нафтопроводів для доставки сировини внутрішнім і зовнішнім споживачам. Діючий у республіці нафтопереробний комплекс (Атираузький, Шимкентський і Павлодарський нафтопереробні заводи) загальною потужністю 20 млн т працює із завантаженням менше 50 % (2000 р). Особливо Шимкентський і Павлодарський заводи мають гостру нестачу сировини внаслідок їх відірваності від основного Західно-Казахстанського нафтопереробного регіону. Будівництво нафтопроводу Західний Казахстан — Кумколь дозволить забезпечити безперебійне постачання цих двох заводів і стабілізувати внутрішній ринок споживання сирої нафти. Однак вирішальною умовою значного зростання видобутку нафти в Казахстані є експорт нафти. У зв'язку з цим найважливіша задача — є будівництво експортного нафтопроводу Тенгіз — Новоросійськ.

### Окремі галузі

##### Нафтовидобування
У 2000 р. введено в пробну експлуатацію нафтове родовище Східна Кокарна, розташоване в Атирауській області Казахстану, з початковими запасами нафти в 2108 тис. т, нафта легка, малосірчиста. За заг. запасами нафти і виробничими потужностями Казахстан займає 2-е місце в СНД і 3-є в Прикаспійському регіоні по рівню видобутку нафти. Але проблемою для країни є відсутність шляхів експорту нафти, адекватних масштабам видобутку. Головний варіант транспорту експортної нафти — нафтопроводи. Експорт казахстанської нафти буде здійснюватися по двох маршрутах: від Тенгізького родовища по трасі «КТК» («Каспійського трубопровідного консорціуму») до Новоросійська і від того ж родовища через Азербайджан до Туреччини по трубопроводу Баку — Джейхан. У 2000 р. Казахстан почав альтернативне постачання нафти: з Кумкольського родовища Кизил-Ординської області залізницею на нафтопереробні заводи північно-західного Китаю. Китай готовий купляти 50 тис. т казахстанської нафти на місяць.
У Казахстані в 2002 р. видобуто 47,23 млн т нафти і конденсату, що на 21 % більше, ніж в 2001 р. (39 млн т). Велику частину приросту забезпечили два гігантських родовища — Тенгіз і Узень. У 2003 р. в Казахстані планується видобути 52 млн тонн нафти і газового конденсату. Близько 95 % обсягу видобутку припадає на три родовища: Карачаганак (34 %), Тенгіз (40 %) і Узень. На родовищі Тенгіз до осені 1997 р. попутний газ перезакачували в пласт або спалювали на промислі. На початку століття утилізують близько 30 % газу. Міністерство енергетики і мінеральних ресурсів Казахстану прогнозує зростання видобутку нафти і конденсату в 2010 р. до 100 млн т, а в 2015 р. — до 150 млн т. Таке швидке зростання буде досягнуто за рахунок введення в експлуатацію гігантських родовищ на півночі Каспію [Petroleum Economist. 2003. V.70].
Казахстан в травні 2003 р. прийняв національну програму освоєння казахстанського шельфу Каспію. Програма умовно розділена на три етапи: 2003—2005 рр. — створення умов для проведення розвідувальних робіт та відповідної інфраструктури; забезпечення сприятливого інвестиційного клімату; початок розвідувальних робіт. Капіталовкладення — близько $4,4 млрд;
2006—2010 рр. — продовження розвідки, будівництво експортного нафтопроводу, розширення експортної інфраструктури. Капвкладення — $8,6 млрд; 2011—2015 рр. — стабілізація морського нафтовидобутку, експорт на світові ринки. Капвкладення — $13,5 млрд.
До 2005 року ЗАТ "Національна компанія «КазМунайГаз» планує збільшити обсяг видобутку нафти до 10 млн тонн.
Казахстан ставить перед собою задачі припинення імпорту нафтопродуктів з Росії і нарощування власного експорту. У другій половині 1990-х років тут був реконструйований Шимкентський НПЗ, що працює на нафті з родовищ Кумкольської групи, розташованих в південній частині країни. Цей завод — головна база експорту казахстанський нафтопродуктів на початку XXI ст. Базою постачання на зовнішній ринок нових обсягів нафтопродуктів повинен стати Атирауський НПЗ, на якому в 2002 році почата повна модернізація без зупинки виробництва. Завод знаходиться в Західному Казахстані поблизу від основних нафтових промислів країни. Внаслідок реконструкції глибина переробки зросте з 50 до 82 %, виробництво високооктанових бензинів збільшиться на 640 %, вміст сірки в бензинах і дизпаливі поменшає з 0,2 до 0,05 %. Випуск якісних продуктів повинен допомогти збільшити рівень переробки на заводі з 2 млн тонн до 4,6 млн тонн на рік. Модернізацію АНПЗ вартістю біля $600 млн ведуть японські інвестори. Роботи повинні завершитися в 2006 році, після чого Астана планує почати експорт своїх нафтопродуктів в Росію і Європу. У цей же період Казахстан планує збільшити загалом по країні обсяги нафти, що переробляється.
Природного газу у 2000 р. видобуто понад 12 млрд м³, у 2002 — понад 14 млрд м³. У 2002—2003 роках позитивна динаміка зберігається. Значно збільшили обсяги видобутку газу «Тенгізшевройл», «Карачаганак Петролеум Опер. Ко». За станом на 1 червня 2003 року в підземних сховищах знаходилося 903 млн м³ природних газу (дані KZ-today). Нарощується виробництво зрідженого газу — у 2003 р. очікується виробництво 1045 тис. т ЗПГ.
Щорічний обсяг видобутку природного газу в Казахстані до 2015 р. планується довести до 45—50 млрд м³. Прогнозний обсяг видобутку природного газу в 2005 р. становитиме 20,5 млрд м³, а до 2010 р. зросте до 35 млрд м³. Споживання природного газу в РК до 2005 р. передбачається на рівні 7,84 млрд м³, до 2010 р. — 11,15 млрд м³, до 2015 р. — 15,83 млрд м³. З урахуванням цих прогнозних даних експортний потенціал країни складе до 2015 р. понад 34 млрд м³ на рік. При цьому основними напрямами експорту казахстанського природного газу до 2015 р. стануть Росія і Західна Європа.
Див. Газодобувна промисловість Казахстану
Вугілля. З видобутку кам'яного вугілля Казахстан у 2001 р. займає 11-те місце у світі. Динаміка видобутку (млн т): 1990 — 130; 1994 — 99,8; 1998 — 66; 1999 — 53; 2000 — 56,6; 2001 — 71 [Локер С., Лондон]. Видобуток бурого вугілля в 2001 р. становив 2,7 млн т, динаміка позитивна (8,5 %). [Mining Annual Review 2002]. Казахський вуглевидобуток забезпечується двома регіонами — Караганда та Екібастуз.
Видобуток вугілля в Казахстані супроводжується значним викидом в атмосферу метану. На частку Казахстану припадає 10 % всіх світових викидів метану, і за цим показником він займає 4-те місце у світі після Китаю, США і Австралії. Агентство охорони навколишнього середовища США звернулося до Казахстану з проханням скоротити видобуток вугілля, що зменшить шкідливі викиди метану [Інф. «Росинформуголь»].
Залізняк. Видобуток залізної руди в 2001 р. становив 14,14 млн т, виробництво залізорудного концентрату — 13,52 млн т, котунів — 6,11 млн т. Експорт сировинних товарів залізної руди з Казахстану загалом склав 8,66 млн т (4,93 млн т — котуни, 3,73 млн т — концентрат). Майже весь експорт — до РФ (Магнітогорський МК) [Mining Annual Review 2002]. Виробництво залізорудної сировини на 2001 р. здійснюють чотири ГЗК і одне велике виробниче об'єднання: Соколовсько-Сарбайське гірничо-збагачувальне виробниче об'єднання, Лисаківський ГЗК, Атасуйський ГЗК на базі Атасуйського залізорудного району, Жайремський ГЗК, Підприємство «Тогай». Американська компанія Golden Eagles Reinsurance Co. зобов'язалася інвестувати 20 млн дол. в будівництво збагачувальної фабрики, яка повинна бути пущена в 2004—2005 рр. Розвіданий Аятський залізорудний басейн.
Для збільшення видобутку залізняку уряд Казахстану розробив довгострокову програму зростання виробничих потужностей гірничодобувних підприємств до 15–16 млн т залізняку на рік. Насамперед передбачається модернізація і розширення виробничих потужностей Соколовського і Сарбайського кар'єрів. Планується впровадження нових технологій збагачення руд на Лисаківському ГЗК, що дозволить збільшити вміст заліза в котунах і сприяти виплавці високоякіснішої сталі на Карагандинському МК компанії Ispat.
Уряд Казахстану розглядає пріоритетний проєкт будівництва 400-км залізниці Краснооктябрський-Донське, яка з'єднає Костанайську область на півночі країни з Актюбінською на заході. Проєкт має стратегічне значення для подальшого розвитку гірничорудної промисловості в цьому регіоні. Вздовж дороги, в межах Камистінського району Костанайської області, знаходяться резервні родовища залізо-магнетитових руд Бенкалінське, Шигуркульське, Сорське і Адаєвське. Запасів залізняку в межах контурів кар'єрів (близько 200 млн т), що проєктуються, достатньо для відкритої розробки цих родовищ протягом 15 років. З реалізацією проєкту будівництва залізниці не тільки уможливиться освоєння різних родовищ корисних копалин, розташованих вздовж майбутньої магістралі, але і відкриється шлях до єдиного в республіці торгового порту Актау на Каспійському морі.
Марганець. Видобуток руди марганцю зріс на 17 % до 1,40 млн т, а приріст концентрату марганцю становив 3 % — 646,7 тис. т. У умовах реальної економіки Казахстану перейшов на ефективні способи підземного кар'єрного видобутку марганцевих руд. Внаслідок цього в марганцевій галузі на 2000 р. вдалося досягти зростання виробництва майже в 2 рази.
Хром. Казахстан зменшив видобуток хромових руд на 22 % до 2,46 млн т у 2001. Казахстанські потужності в хромовій підгалузі включають Донський комплекс — найбільший в колишньому СРСР. На початку XXI ст. підгалузь контролює національна хромова корпорація Казхром [Mining Annual Review 2002].
Золото — одна з основних перспективних корисних копалин країни. Але ступінь освоєння золотосировинної бази республіки на початок XXI ст. низький. Перспективи зростання виробництва золота, що намітилися в добувній промисловості Казахстану в 1998—2000 рр., виглядають обнадійливими. Ведеться активна підготовка до експлуатації родовищ різного масштабу, в тому числі дрібних, але з багатими рудами, причому відпрацювання деяких з них починаються в 2002 р. У цих процесах активно беруть участь іноземні інвестори — компанії Leviev Group, Celtic Resources Holdings plc, Auliye Resources LLP, Ivanhoe Mines, Eurasia Gold Corp та інші. У 2001 р. в Казахстані вироблено 16,569 т рафінованого золота (на 44 % більше, ніж в 2000). У 2002 р. виробництво золота в Казахстані — 25 т (оцінка).
Один з провідних продуцентів золота в Казахстані на початку XXI ст. — ABS-Balkhash. Доведені добувні запаси на всіх рудниках компанії — 107 т золота.
У 2002 р. у північному районі Південно-Казахстанський області — Сузакському — відкрито нове велике золотодобувне підприємство «ТОВ Теріскей» створене для розробки золото-срібно-мідного родовища Кумісти. На заводі вже отримані 14 кг золото-срібного сплаву Доре із вмістом 85 % золота і 15 % срібла. Загальна потужність підприємства становить 12,5 тонни сплаву на рік. Родовище Кумісти було розвідане в 70-х роках XX ст., але розробка його вважалася нерентабельною. Зараз руда підіймається з 10—15-метрової глибини й переробляється до сплав Доре на місці. При цьому золото і срібло добувають методом чанового вилуговування. Вміст золота в руді 7–10 г/т, срібла 150—170 г/т, міді — до 10 кг/т. Подібних родовищ у Південному Казахстані відомо 5, всі вони на території Сузакського району. Загальні розвідані запаси дорогоцінних металів у них становлять 350 т.
Кольорова металургія республіки в основному базується на відомих сировинних джерелах Рудного Алтаю і Жезказгансько-Балхаського регіону.
Алюмінієва промисловість. У 2001 р. в країні за іноземними джерелами видобуто до 3,67 млн т бокситів, виробництво глинозему склало 1,23 млн т [Mining Annual Review 2002]. Це дещо нижче оцінок самого Казахстану.
Видобуток бокситів у Казахстані ведеться відкритим способом. АТ «Краснооктябрське бокситове рудоуправління» (КБРУ) розробляє родовища бокситів Верхнєтобольського бокситорудного району: Аятське, Белінське (44 % Al2O3, 8,2 % SiO2, 22,2 % Fe2O3), Краснооктябрське (40—55 % Al2O3, 5—10 % SiO2, 5—30 % Fe2O3), розташовані на території Кустанайської області. На базі цих родовищ побудовані рудники: Аятський продуктивністю 400 тис. т руди на рік, Белінський — 1—1,2 млн т/рік і Красногірський (колишній Північний) — 1 млн т/рік. Родовище Аятське (розвідані запаси — 90 млн т) станом на початок XXI ст. на балансі як резервне. Краснооктябрське родовище (розвідані запаси 100 млн т) — найбільше родовище Казахстану. Боксити мають підвищений вміст діоксиду вуглецю, сірки і органічних речовин, що утруднює їх переробку. У 1999 р. на руднику почато будівництво нового кар'єру з розвіданими запасами бокситів 17 млн т. До 2004 р. намічене збільшення видобутку КБРУ до 3,5 млн т.
АТ «Тургайське бокситове рудоуправління» (ТБРУ) розробляє родовища Амангельдінського бокситорудного району (Центрально-Казахстанська бокситоносна провінція). У районі знаходяться п'ять великих родовищ: Аркаликське, Верхньо- та Нижньоашутське, Північне і Уштобінське. Найбільше родовище Аркаликське із запасами бокситів 28 млн т вже відпрацьоване. Експлуатаційні роботи ведуться на Верхньоашутському і Нижньоашутському родовищах. У зв'язку з виснаженням їх запасів прийняте рішення про розробку Північного родовища. У 2000 р. ТБРУ видобуло понад 1 млн т руди.
У перспективі розглядається можливість розробки в Убаганському бокситорудному районі Коктальського і Наурзумського родовищ, виявлені ресурси бокситів яких становлять 160 млн т.
Випуск глинозему на Павлодарському заводі зріс з 822 тис. т в 1994 р. до 1,3 млн т в 2001 р., а в 2005 р. планується 1,5 млн т. Видобуток бокситів теж зростає: з 2425 тис. т в 1994 р. до 3729,4 тис. т в 2000 р.
У 2000 р. створено консорціум, до складу якого увійшли ОАО «Алюміній Казахстану», Євразійський банк і дві іноземні компанії: японська Mitsui і канадська SNC-Lavalin Group Inc. Дві останні розробили ТЕО будівництва до 2005 р. алюмінієвого заводу потужністю 240 тис. т/рік і вартістю 800 млн дол. поруч з глиноземним заводом в м. Павлодар. Надалі передбачається збільшення потужності заводу до 400 тис. т алюмінію на рік.
Мідь. Казахстан видобув у 2001 р. 34,97 млн т мідної руди, на 7 % більше, ніж в 2000. Виробництво концентрату склало 1,8 млн т (зростання на 8 % до 2000 р), вміст міді в концентраті — 470,1 тис.т. Найбільший продуцент міді в країні — Kazakhmys Corp. — виробив у 2001 р. 418,4 тис. т рафінованої міді — на 6 % більше ніж у 2000 р. (394,7 тис. т). Збагачення руд здійснює Жезкентський гірничо-збагачувальний комбінат.
Поліметали. У 2001 Казахстан видобув 5,51 млн т мідно-цинкової руди і 5,76 млн т свинцево-цинкових руд, виробив 76,9 тис.т свинцевого концентрату з 37,7 тис.т. металу, 622,8 тис.т цинкового концентрату з 344,3 тис.т цинку. У 2002 національна цинкова корпорація Казцинк, планує збільшити цинкове виробництво на 9,5 % в порівнянні з 2000 — до 270 тис.т.
Корпорація «Казахмис» — казахстанський мідний гігант — в 2003 пустила в експлуатацію завод по випуску цинку в м. Балхаш. Інвестиції в будівництво нового заводу склали біля $120 млн, а його потужність становитиме 100 тис. т металевого цинку на рік з власного концентрату компанії. Кінцевий продукт призначений на експорт. Планується, що в 2004 р. потужності нового підприємства становитимуть 40 тис. т/рік, а на повну річну потужність в 100 тис. т завод вийде в 2006 р.
Фосфоритові руди. На межі ХХ-XXI ст. в Казахстані склалася кризова ситуація з освоєнням родовищ фосфоритових руд. Володіючи багатою сировинною базою (4-е місце у світі за розвіданими запасами) і розвиненою виробничою інфраструктурою, галузь більш ніж в 10 раз знизила обсяги видобутку і виробництва продукції. Причини кризи — різкий спад рівня споживання продукції галузі сільськогосподарським сектором як всередині країни, так і в країнах-споживачах.
Баритові руди. Аналогічна ситуація і з освоєнням баритових руд. Для переробки цієї сировини в республіці немає розвиненої інфраструктури. Видобуток і переробка бариту в основному велася і ведеться спільно зі свинцем і цинком. У 1989 р. було видобуто понад 2 млн т руди і вироблено 1 млн т баритового концентрату. На 2000 р. виробництво концентрату не перевищувало декількох десятків тисяч тонн. Задача розвитку підгалузі може бути вирішена шляхом підвищення якості флотаційних концентратів з комплексних руд і організації виробництва високоякісних гравітаційних баритових концентратів а, в перспективі, і солей барію з руд власне баритових родовищ.
Уран. Казахстанське виробництво урану становить бл. 3 % світового. Казатомпром (Kazatomprom) — зовнішній експортний оператор і один з десяти найбільших уранових виробників у світі. Казатомпром збільшив видобуток урану з 794 т в 1998 до понад 2 тис.т в 2001. Компанія Kazatomprom контролює геологічну організацію «Волковгеологія» (Volkovgeologia), металургійні підприємства Ульба (Ulba), Рудник No.6 і Стєпноє (Stepnoye) та Центральні рудники в південному Казахстані. Спільне підприємство Katco (Казахстан, Франція і Швейцарія) відпрацьовує уранове поле Мойнкум (Moinkum) в південному Казахстані, яке, імовірно, містить 20 000-27 000 т урану. У 2001 спільне підприємство Inkai (Казахстан і компанія Cameco, Канада) почало експлуатацію уранового рудника Inkai — одного з найбільших у світі, який розташовується в південному Казахстані.
У січні 2002 Казахстан, Росія і Киргизстан зареєстрували СП з метою поєднання зусиль у видобутку і переробці уранової сировини. СП включає: Казатомпром (45 %), російську компанію «Атомрєдмєтзолото» (45 %), і Карабалтинський гірничий комплекс (Karabalta mining complex) Киргизстану (10 %). Передбачається видобувати і переробляти уран родовища Зарєчноє в південному Казахстані, його збагачення і переробку концентратів для російського споживача. Резерви родовища оцінені в 19 тис.т урану.
У умовах реальної економіки Казахстан перейшов на ефективні способи підземного вилуговування уранових руд. Внаслідок цього в урановій галузі на 2000 р. вдалося досягти зростання виробництва.
Олово і титан. Сировинні ресурси олова і титану Казахстану не настільки значні за масштабами і раніше практично не освоювалися промисловістю. Єдине власне олов'яне розвідане родовище, що передбачається до освоєння — Сиримбет покладе початок створенню олов'яної промисловості, орієнтованої на внутрішній ринок. Підготовлені до освоєння розсипні титанові родовища Обухівське, Шокаш і Сатпаївське повинні забезпечити заміну імпортної сировини на Усть-Кам'яногірському титаномагнієвому комбінаті.
У 2000—2005 рр планується сер. річний обсяг інвестицій у гірничодобувну галузь на рівні 2 млрд дол. США. До 2005 р. планується зростання обсягів виробництва практично всього асортименту гірничо-металургійного комплексу: в чорній металургії — на 7,5 %; кольоровій металургії — на 17 %; видобуток зал. руди — на 36,8 %; дорогоцінних металів — на 70 %.

## Наукові установи. Підготовка кадрів. Періодична преса
У галузі геології і гірничої справи в Казахстані ведуть дослідження: Інститут геологічних наук АН (оснований в 1940, Алма-Ата); Казахстанський НДІ мінеральної сировини (оснований в 1956, Алма-Ата); Казахстанський науково-дослідницький геологорозвідувальний інститут (оснований в 1960, Гур'єв) та ін. Фахівці гірничо-геологічного профілю в готуються у 3 вузах і 11 технікумах: Казахстанському політехнічному інституті (з 1934); Карагандинському політехнічному (1953), Рудненському індустріальному (1978) та ін. Журнали: «Вісник АН Казахстану» (з 1944) і «Комплексне використання мінеральної сировини» «Вісті АН Казахстану».